# Plecewice
Plecewice – wieś w Polsce położona w województwie mazowieckim, w powiecie sochaczewskim, w gminie Brochów. Ma status sołectwa.
W latach 1975–1998 miejscowość administracyjnie należała do województwa warszawskiego.
Od 1967 na terenie wsi działała cegielnia jako przedsiębiorstwo państwowe. Zakład produkował początkowo dachówkę ceramiczną, a następnie także cegłę i wyroby poryzowane. Po prywatyzacji zakład ceramiki budowlanej Cegielnia Plecewice sp. z o.o. jest wytwórcą pustaków ceramicznych do ścian zewnętrznych i wewnętrznych, a także pustaków do kanałów wentylacyjnych. Zakład zatrudnia ponad 60 osób, posiada własną kopalnie odkrywkową gliny zlokalizowaną w południowej części wsi. 
We wsi był przystanek kolejowy Plecewice.